# Peter Schamoni
Peter Schamoni, född 27 mars 1934 i Berlin, död 14 juni 2011 i München, var en tysk filmregissör och producent. 1962 fanns han med bland undertecknarna av Oberhausen-manifestet, vilket bar titeln Papas Kino ist tot ("Pappas bio är död"). Det innebar en radikal brytning med tidigare tysk film och blev ett födelsebevis för den nya tyska filmen.

## Verk
I Schamonis spelfilmsdebut Schonzeit für Füchse (1965, "Fridlysningstid för rävar") blir en drevjakt sinnebild för ett grymt samhälle tömt på innehåll. För denna vann han året därpå tre tyska filmpriser utöver Silverbjörnen vid Filmfestivalen i Berlin.
1972 nominerades han till en Oscar för sitt porträtt av den österrikiske konstnären Friedensreich Hundertwasser. Filmen heter Hundertwasser Regentag och handlar bland annat om konstnärens originella upprustande av ett gammalt träfartyg, omdöpt till "Regentag" (Regndag), i Venedigs hamn. 
Schamoni har spelat in och producerat över 30 filmer. Däribland finns många filmdokumentationer av bildkonstnärer som Friedensreich Hundertwasser, Niki de Saint Phalle och Caspar David Friedrich. Med och om surrealisten Max Ernst har han gjort ett par filmer. Frühlingssinfonie ("Vårsymfoni") (1983) är en film om kärlekshistorien mellan Robert och Clara Schumann (spelade av Herbert Grönemeyer och Nastassja Kinski). Schamoni svarade för såväl regi som manus och inspelningen ägde rum på ursprunglig mark i dåvarande DDR - ett sällsynt filmsamarbete mellan Öst- och Västtyskland.

## Filmtitlar (urval)
- Schonzeit für Füchse ("Fridlysningstid för rävar", spelfilm, 1965, efter en roman av Günter Seuren)
- Maximiliana - Die widerrechtliche Ausübung der Astronomie. Ein Film über Ernst Wilhelm Leberecht Tempel. ("Maximiliana - Det lagstridiga utövandet av astronomi. En film om Ernst Wilhelm Leberecht Tempel", dokumentärfilm, 1966, regi och manus tillsammans med Max Ernst)
- Deine Zärtlichkeiten ("Dina ömhetsbetygelser", spelfilm, 1969)
- Hundertwasser Regentag (dokumentärfilm, 1972)
- Potato Fritz (spelfilm, 1975)
- Frühlingssinfonie ("Vårsymfoni", spelfilm, 1983)
- Caspar David Friedrich – Grenzen der Zeit ("Tidens gränser", spelfilm, 1986)
- Die letzte Geschichte von Schloss Königswald ("Den sista historien om Königswalds slott", spelfilm, 1987)
- Max Ernst: Mein Vagabundieren - Meine Unruhe ("Mitt kringflackande - Min rastlöshet", dokumentärfilm, 1991)
- Niki de Saint Phalle och Jean Tinguely: Wer ist das Monster – du oder ich? ("Vem är monstret - du eller jag?", dokumentärfilm, 1996)
- Botero - born in Medellìn (dokumentärfilm om den colombianske bildhuggaren Fernando Botero, 2008)

## Kuriosa
I samband med guidade turer vid Uelzens järnvägsstation, som Friedensreich Hundertwasser gav en ny utformning kring millennieskiftet år 2000, brukar Peter Schamonis film Hundertwasser Regentag från 1972 visas för grupper på Central Theater Uelzen, fem minuters väg från stationen.